# Приморська (станція метро)
59°56′56″ пн. ш. 30°13′58″ сх. д. / 59.94889° пн. ш. 30.23278° сх. д.
«Приморська» (рос. Приморская) — станція Невсько-Василеострівської лінії Петербурзького метрополітену. Знаходиться між станціями «Зеніт» і «Василеострівська».
Відкрита 28 вересня 1979 року в складі дільниці «Василеострівська» — «Приморська». Найменування отримала через близьке розташування від берега Фінської затоки. У проекті станція носила назви «Острів Декабристів» і «Взмор'є». Пасажиропотік в «години пік» становить приблизно 10 тис. осіб на годину.

## Технічна характеристика
Конструкція станції — колонно-стінова трисклепінна глибокого закладення.
Ряди колон перонного залу в чотирьох місцях перериваються короткими стінками. На станції обгороджений перон біля першого вагона в напрямку «Василеострівської» через великий пасажиропотік наступної станції. Похилий хід тристрічковий, з'єднаний із західним торцем станції переходом, що має аванзал і коридор, розбитий на три вузьких проходи.

## Вестибюль
Наземний вестибюль було вбудовано у 1980 році в «Будинок Зв'язку-2» метрополітену, в якому розташувалося управління метрополітену і служба СЦБ.
Вихід у місто на вулиці Одоєвського та Налічну, до управління метрополітену, музею метрополітену.

## Колійний розвиток
Станція «Приморська» — колишня кінцева станція Невсько-Василеострівської лінії, за нею знаходиться з'їзд в оборотний тупик і пункт технічного огляду третьої лінії.

## Перспективи розвитку
Планується, що на «Приморській» буде побудований додатковий похилий хід на вулицю Одоєвського (дата проектування та будівництва невідомі).

## Оздоблення
Колійні стіни і колони оздоблені сірим рускеальським мармуром з білими і темно-сірими прожилками, що утворюють хвилястий візерунок. На простінках розташовані мідні горельєфи відомих кораблів російського і радянського флоту. Так як відлити медальйони цілком не було можливості, довелося відливати їх по шматочках — більше 100 в одному медальйоні, а складання проходило безпосередньо на станції. У глухому торці центрального залу станції розташовується композиція з кітв. На підлозі станції викладена світлим і темним гранітом троянда вітрів. У нижньому ескалаторному залі, над проходом до станції розміщено декоративне панно, що зображує дівчину на березі моря (скульптор Г. В. Додонова).

## Ресурси Інтернету
- «Приморська» на metro.vpeterburge.ru [Архівовано 27 березня 2014 у Wayback Machine.] (рос.)
- «Приморська» на ometro.net (рос.)
- «Приморська» на форумі metro.nwd.ru [Архівовано 4 березня 2016 у Wayback Machine.] (рос.)
- Санкт-Петербург. Петроград. Ленінград: Енциклопедичний довідник. «Приморська»(рос.)
- на сайті www.pitermetro.ru [Архівовано 16 березня 2014 у Wayback Machine.] (рос.)